# Rasul Boqiev
Rasul Boqiev (tadž. Расул Боқиев; Rasul Bokiev) (29. rujna 1982.) je tadžikistanski judaš.
Smatra se jednim od najboljih sportaša u Tadžikistanu te u svjetskom judu u težinskoj kategoriji do 73 kg. Od svojeg prvog međunarodnog nastupa, Azijskog prvenstva u judu 2005. koje se održalo u Taškentu, gdje je osvojio broncu, Boqiev je s vremenom postao sve uspješniji. Sljedeće godine je na Azijskim igrama u katarskoj Dohi također osvojio broncu u svojoj kategoriji. Tu medalju osvojio je u meču protiv Sjevernokorejanca Kim Chol Sua. Iste godine osvojio je i srebro na Otto Svjetskom Superkupu koji se tradicionalno održava u Hamburgu.
17. veljače 2007. osvaja svoje prvo zlato na Svjetskom kupu održanom u Budimpešti dok 17. svibnja 2007. na Azijskom prvenstvu u Kuvajtu osvaja srebro.
Osvajanjem bronce na Svjetskom prvenstvu u Rio de Janeiru, direktno se plasirao na Olimpijske igre. 
Boqiev redovito sudjeluje na mnogim turnirima u rodnom Tadžikistanu i zemljama Zajednice nezavisnih država. U travnju 2007. osvojio je 7. otvoreno rusko prvenstvo koje je održano u Čelbalinsku.
9. veljače 2008. sportaš je na svojem drugom Svjetskom kupu u Parizu osvojio 7. mjesto od ukupno 60 natjecatelja. Dva tjedna kasnije nastupio je na tradicionalnom Otto Svjetskom Superkupu u Hamburgu gdje je osvojio broncu u konkurenciji od 56 judaša. Od 7. do 8. lipnja 2008. u talijanskom mjesto Porto Sant'Elpedio održan je međunarodni turnir Tre Torri koji je Boqiev osvojio.
Dva mjeseca nakon toga započinju XXIX. Olimpijske igre u Pekingu. Na njima Rasul Boqiev osvaja brončanu medalju. Ta medalja ima veliku važnost u tadžičkom sportu uopće, jer je to prva tadžikistanska olimpijska medalja uopće.

## Olimpijske igre

### OI 2008. Peking
| Peking 2008.     | Peking 2008. | Peking 2008.   | Peking 2008.    |
| Protivnik        | Zemlja       | Uspjeh         | Natjecanje      |
| ---------------- | ------------ | -------------- | --------------- |
| Eric Kibanza     | DR Kongo     | 210:0 pobjeda  | 1. krug         |
| Genadij Bilodid  | Ukrajina     | 1000:0 pobjeda | osmina finala   |
| Si Rijigawa      | Kina         | 1110:1 pobjeda | četvrtfinale    |
| Wang Ki-Chun     | Južna Koreja | 1:10 poraz     | polufinale      |
| Dirk van Tichelt | Belgija      | 11:0 pobjeda   | borba za broncu |

## Vanjske poveznice
- Rezultati s međunarodnog turnira Tre Torri 2008.  Arhivirana inačica izvorne stranice od 1. lipnja 2009. (Wayback Machine)
- Rezultati sa Svjetskog Superkupa u Hamburgu 2008.  Arhivirana inačica izvorne stranice od 25. veljače 2008. (Wayback Machine)
- Rezultati Svjetskog kupa u Parizu 2008.  Arhivirana inačica izvorne stranice od 12. veljače 2008. (Wayback Machine)
- Rezultati Svjetskog prvenstva u Rio de Janeiru 2007.  Arhivirana inačica izvorne stranice od 25. kolovoza 2007. (Wayback Machine)
- Rezultati Azijskog prvenstva u Kuvajtu 2007.
- Rezultati Azijskih igara u Dohi 2006.  Arhivirana inačica izvorne stranice od 16. listopada 2007. (Wayback Machine)
- Profil judaša na Alljudo.net
- Profil judaša na Judoinside.com